# 喀布爾沙阿王朝
沙阿王朝（天城文：शाही），或稱沙希王朝、沙希亞王朝，是公元三世紀貴霜帝國衰落開始統治著喀布爾地區及健馱邏（今巴基斯坦北部）的一個印度中世紀王國，直至公元九世紀初。該王朝在565年至879年又以喀布爾沙阿王朝（波斯語：کابلشاهان یا رتبیل شاهان、Kabul-shāhān、Ratbél-shāhān）見稱，因為他們以卡比薩和喀布爾為首都，後來王朝又以洪德（Hund）為首都，故又稱印度沙阿。
喀布爾-沙阿王朝可以分為兩個時期：佛教沙阿及印度沙阿，相信轉捩點是在公元870年。

## 比魯尼與突厥本源

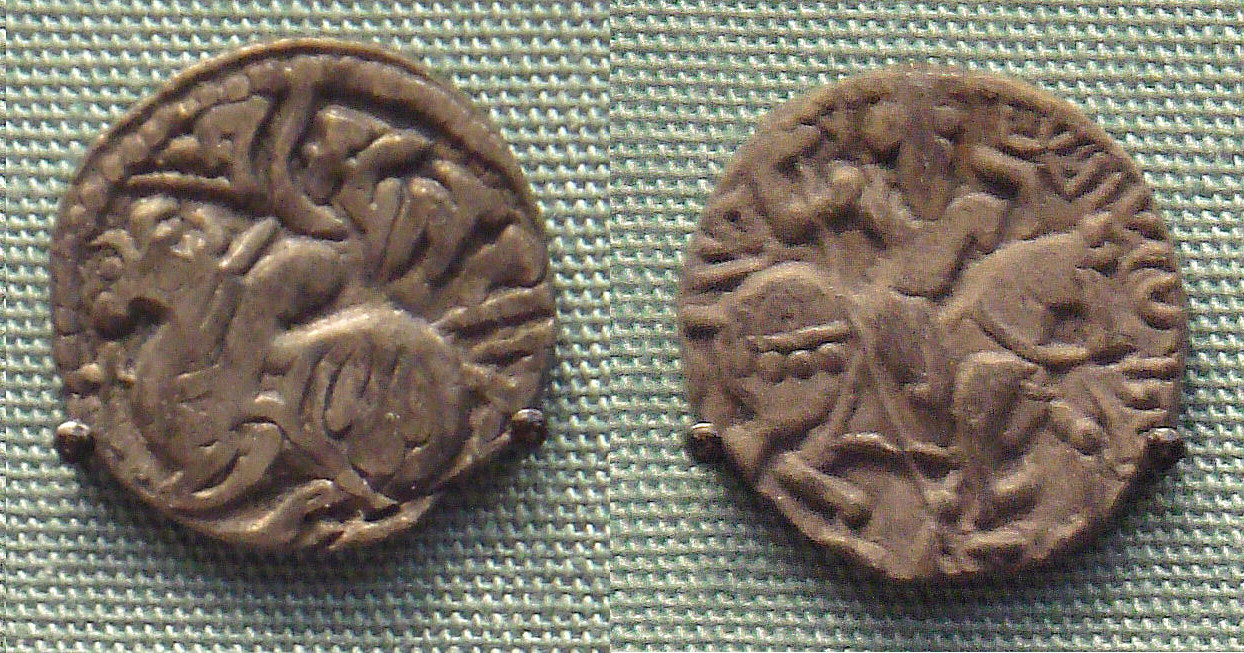
八世紀喀布爾沙阿王朝的硬幣。

波斯裔穆斯林學者比魯尼在11世紀的雜亂描述稱居住在喀布爾的印度皇帝是突厥人，具有藏族血統。王朝創立者巴拉哈塔金由西藏來到喀布爾，他進入了一個洞穴，數天後他由洞穴裡爬出來，看到他的人們描述他是穿上突厥服飾的「新生嬰兒」，人們認為這是一個奇蹟，認為他是命中註定的皇帝。他將當地一些國家納入他的統治下，獲得「喀布爾的沙希亞」的稱號。他的統治一直延續了六代，直到被一位印度官員取代，當中的卡尼克據說建造了布路沙布羅的毗柯羅窟。
比魯尼有關喀布爾沙阿王朝早期君王的傳說記述將他與突厥人連上了關係，這些記述同時又認為「第一位國王是來自西藏，並藏身在喀布爾一處狹窄的洞穴」，任何人都可能認為這些記述相當怪誕和就像幻想故事，這些綜合資料令人困惑、不協調而且帶有民間傳說的特徵，因此對於喀布爾沙阿王朝的早期歷史沒有多大的可信性。喀布爾-沙阿王朝第一位國王是突厥人的指稱純粹是由民間傳說而得，因此比魯尼的說法並不合理。
根據比魯尼的記載，學者史密斯猜測早期的沙阿人是貴霜人(月氏)的分支，貴霜人在薩法爾王朝崛起之前一直統治著喀布爾和健馱邏。印度學者亨利·米耶爾斯·埃利奧特（Henry Miers Elliot）認為早期的沙阿人與卡托人有關聯，並進一步將卡托人與貴霜人聯繫起來。另一名學者奧爾德姆也無獨有偶地將沙阿人與卡托人連上關係，他認為卡托人是崇拜太陽一族的後裔，他又指出達拉達人、健馱邏人、堪波佳斯人等都屬於西北邊境崇拜太陽一族。學者潘迪則傾向認為早期的沙阿人是嚈噠人的後裔。
來自中國的朝聖者玄奘曾經來到喀布爾，他形容喀布爾的統治者是虔誠的佛教徒和剎帝利（印度四種姓的第二等），而不是突厥人。這明顯與比魯尼那個荒誕的傳說互相矛盾。玄奘明確地指出喀布爾統治者是剎帝利的事實對早期沙阿人與貴霜人的潛在關係提出了疑問。在古印度的傳統裡，不管是貴霜人、嚈噠人或突厥人都沒有被認為是剎帝利，因此認為沙阿王朝統治者是貴霜人、嚈噠人或突厥人的說法都是一個顯著的錯誤。

## 剎帝利與突厥的影響

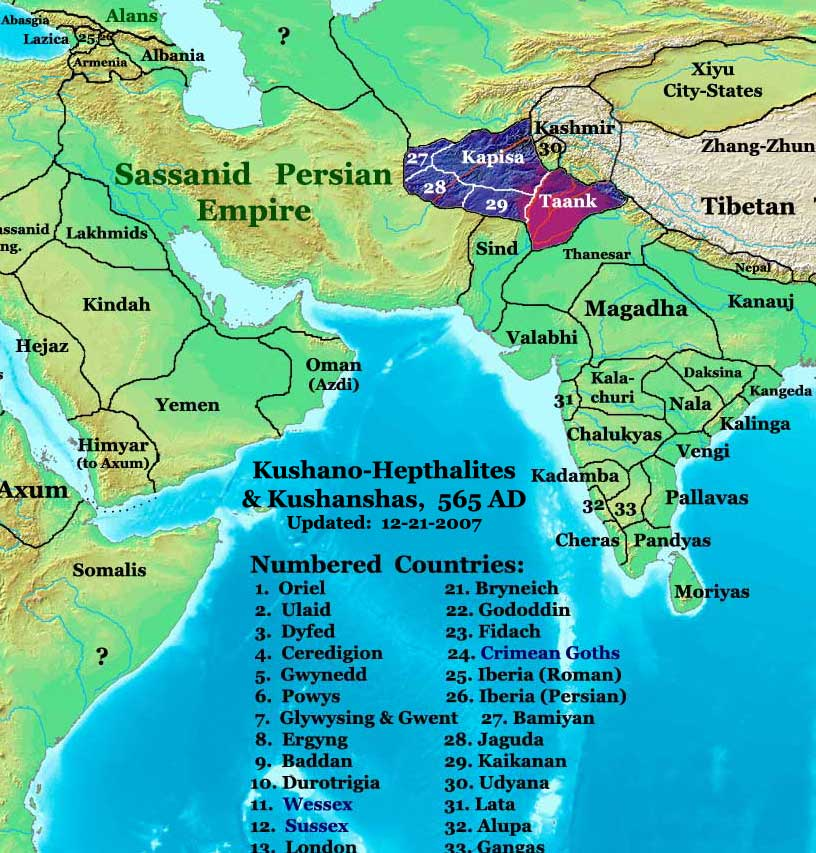
公元565年的亞洲，可見沙阿王朝及其鄰國。

## 註腳
1. ↑  Singh 2008，第571頁
2. ↑  . Encyclopædia Britannica Online.   [September 5, 2011]. （原始内容存档于2015-01-09） （英语）.
3. ↑  Sehrai 1979，第2頁
4. ↑  Hutchison & Vogel 1994，第114頁
5. ↑  Vaidya 1979，第199頁
6. ↑  International Symposium on Ibn T 1990，第29頁
7. ↑  Oldham 1905，第113-126頁
8. 1 2  Vaidya 1979，第200頁
9. ↑  Tsiang 2006，第54-55頁